# Andreas Spinrath
Andreas Spinrath (* 1987 in Mönchengladbach-Rheydt) ist ein deutscher Journalist und Dokumentarfilmregisseur.

## Leben

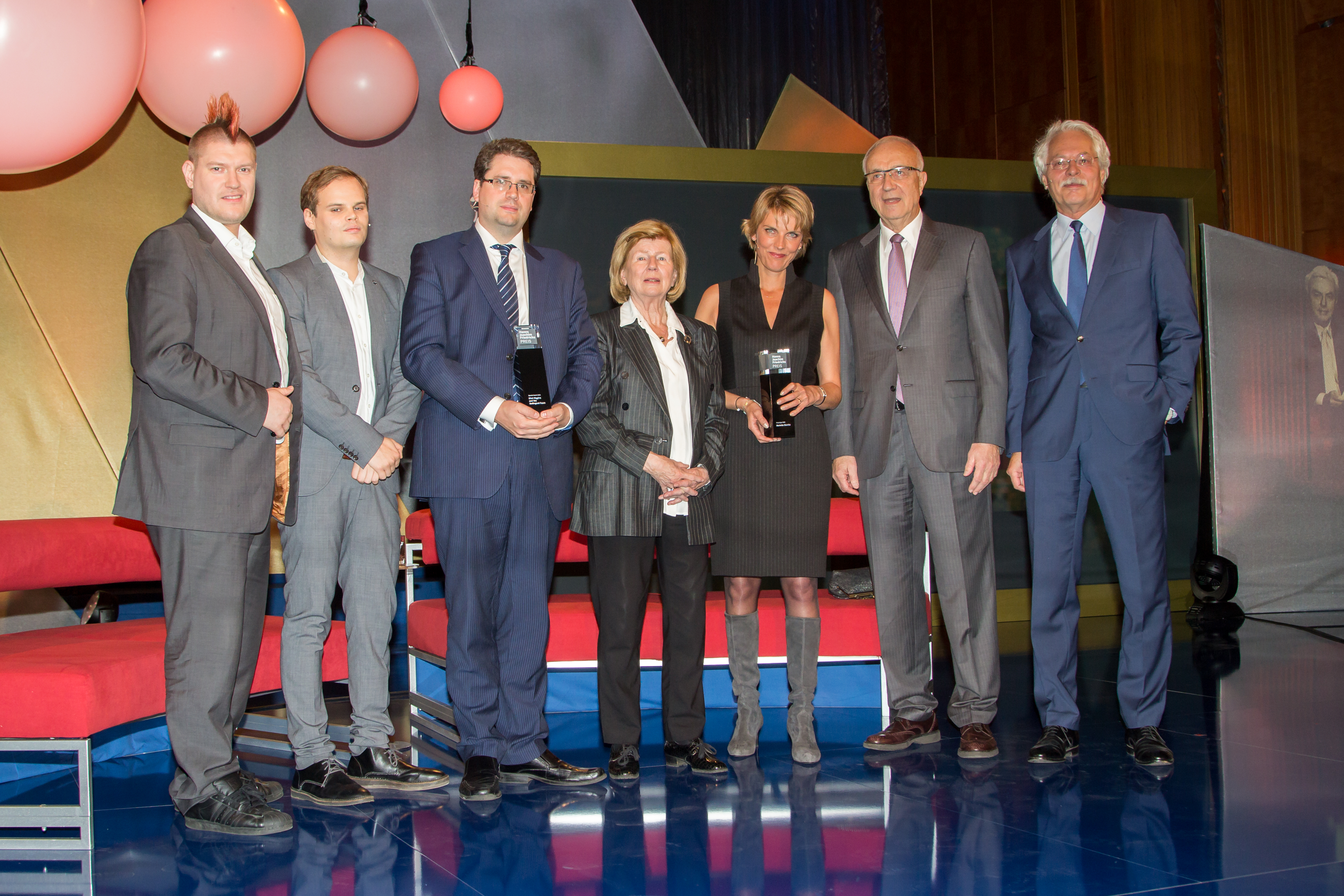
Andreas Spinrath (2.v.l.) bei der Verleihung des Hanns-Joachim-Friedrichs-Preises 2015

Spinrath studierte von 2006 bis 2013 Mittlere, Neuere und Anglo-Amerikanische Geschichte sowie Anglistik. Währenddessen arbeitete er für den WDR-Jugendsender 1LIVE.
Nach dem Studium besuchte er bis zu seinem Abschluss 2014 die Henri-Nannen-Journalistenschule in Hamburg und arbeitete in dieser Zeit im New Yorker Büro des Stern, der Politik-Redaktion von Spiegel Online und bei 11 Freunde. Seit 2015 ist er als freier Autor und Reporter, insbesondere für das WDR-Investigativressort und den Rechercheverbund von NDR, WDR und Süddeutscher Zeitung tätig.
2017 berichtete er gemeinsam mit Hajo Seppelt über Dopingvorwürfe gegen russische Fußballnationalspieler.
Er war Autor des Projekts docupy der Bildundtonfabrik und wurde für diese Arbeit 2019 mit dem Adolf-Grimme-Preis ausgezeichnet. Zudem ist er (Stand 2021) Mitglied des Netzwerks Forbidden Stories. Derzeit (Stand 2024) arbeitet er als Reporter und Redakteur des Fernsehmagazins Monitor.
Andreas Spinrath lebt in Köln.

## Filmografie (Auswahl)
- 2017–2018: Ungleichland. Wie aus Reichtum Macht wird. Dokumentarfilm, WDR (Regie; als Teil von docupy)
- 2018: Heimatland. Wer wollen wir sein? Dokumentarfilm, WDR (Regie; als Teil von docupy)
- 2018: Die Story im Ersten – Schweig. Oder stirb. Reportage, WDR (Regie; mit Jan Schmitt und Lena Kampf)
- 2019–2020: Neuland. Wer hat die Macht im Internet? Dokumentarfilm, WDR (Regie; als Teil von docupy)
- 2021–2022: HerStory – Lebensgefahr. Frauen und Medizin. Dokumentarfilm, WDR (Regie; mit Nina Ostersehlte und Julia Friedrichs)
- 2022: Big Mäck: Gangster und Gold. Dokumentarfilm, Netflix (Drehbuch und Regie; mit Fabienne Hurst und Facundo Scalerandi)

## Auszeichnungen
- 2015: Aufnahme in die Top 30 bis 30 des Medium Magazins[7]
- 2015: Förderstipendium des Hanns-Joachim-Friedrichs-Preises[8]
- 2018: Otto-Brenner-Preis für Ungleichland. Wie aus Reichtum Macht wird[1]
- 2019: Adolf-Grimme-Preis für Ungleichland. Wie aus Reichtum Macht wird
- 2022: Publizistik-Preis der Stiftung Gesundheit für HerStory – Lebensgefahr. Frauen und Medizin[9]